# Репутация
Репута́ция (от лат. reputatio — букв. обдумывание, размышление), реноме́ (фр. renommée) — слава человека, добрая и дурная, как и чем кто слывет, общее мнение о ком, закрепившееся определённое мнение о человеке или группе людей.
Репутация — то же, что реноме, — добрая или худая слава, ходячее мнение о ком-либо. Он подтвердил своё реноме — поступил в соответствии с представлением других людей о себе. Реноме дороже денег — доброе имя дает конкурентное преимущество человеку и предприятию. 
Репутация — мнение (более научно — социальная оценка) группы субъектов о человеке, группе людей или организации на основе определённого критерия. 
Репутация – это не одиночно-индивидуальное, это общее, социальное, коллективное мнение, репутация возникает и создается, она не существует постоянно, – это совокупность связанных суждений, заключающих в себе скрытое или явное отношение, оценку каких-либо явлений, процессов, событий и фактов действительности, репутация отражает как положительные, так и отрицательные факторы – она может быть как положительной, так и отрицательной или нулевой, в случае её отсутствия. 
Репутация является важным фактором во многих областях: образование, предпринимательство, сообщества онлайн или социальный статус.
Репутация является вездесущим, непосредственным и очень эффективным механизмом социального контроля в естественных обществах. Она является предметом исследования социальных, управленческих и технологических наук. Её влияние распространяется от таких конкурентоспособных параметров настройки, как рынки, к совместным — фирмы, организации, учреждения и сообщества. Кроме того, репутация действует на различных уровнях агентства — индивидуальном и выше-индивидуальном. На выше-индивидуальном уровне это касается групп, сообществ, коллективов и резюмирует социальные объекты (например, фирмы, корпорации, организации, страны, государства, культуры и даже цивилизации). Соответственно, репутация затрагивает явления различного масштаба — от каждодневной жизни до отношений между нациями.
Репутация — фундаментальный инструмент общественного строя, основанного на распределённом, непосредственном социальном контроле.
Репутация компании — это развёрнутый комплекс оценочных представлений целевых аудиторий о компании, сформированный на основе объективных параметров компании (факторов репутации), имеющих значение для целевых аудиторий.